# Jazzateria
Jazzateria Recordings is een Amerikaans platenlabel voor jazz en funk.
Het label maakt deel uit van Jazzateria, een managementonderneming van diskjockey en nachtclubeigenaar Preston Powell II. De onderneming werd in 1993 opgericht, het label volgde later, in 1998. De onderneming is gevestigd in Nyack. Musici wier platen op het platenlabel zijn verschenen zijn onder meer Marc Cary, diens groep Indigenous People, Reuben Wilson, Bread & Butter en Rohn Lawrence.